# (18617) Puntel
(18617) Puntel est un astéroïde de la ceinture principale.

## Description
(18617) Puntel est un astéroïde de la ceinture principale. Il fut découvert le 24 février 1998 aux Tardieux, dans les Alpes-de-Haute-Provence par Michel Bœuf. Il présente une orbite caractérisée par un demi-grand axe de 2,14 UA, une excentricité de 0,06 et une inclinaison de 3,1° par rapport à l'écliptique.

## Compléments